# یاکوپو بالستری
یاکوپو بالستری (انگلیسی: Iacopo Balestri؛ زادهٔ ۲۱ ژوئن ۱۹۷۵) بازیکن فوتبال اهل ایتالیا است.
از باشگاه‌هایی که در آن بازی کرده‌است می‌توان به باشگاه فوتبال رجینا، باشگاه فوتبال مودنا، باشگاه فوتبال تورینو، باشگاه فوتبال سالرنیتانا، و باشگاه فوتبال پیزا اشاره کرد.